# Bert Layne
Bert Monroe Layne (* 14. Dezember 1889 in Arkansas; † 22. Oktober 1982 in Covington, Kentucky) war ein US-amerikanischer Old-Time-Musiker. Layne war Mitglied der populären Stringband Gid Tanner and his Skillet Lickers sowie musikalischer Partner Clayton McMichens.

## Leben

### Kindheit und Jugend
Geboren in Arkansas, lernte Bert Layne als Kind Fiddle zu spielen. Sein Vater spielte zwar Banjo, war in seiner Freizeit aber mehr am Tanzen auf Barn Dances interessiert. Auch einige seiner Verwandten spielten Banjo oder Fiddle. Mit 16 Jahren verließ Layne seine Heimat Arkansas und zog durch die Lande. Zeitweise lebte er in Colorado und arbeitete in Minen, als Lagerarbeiter oder verrichtete sonstige kleine Gelegenheitsjobs.

### Karriere
In der Hoffnung, eine Bleibe zu finden, zog Layne im Alter von 20 Jahren mit seiner Schwester und seinem Schwager nach Kalifornien, reiste aber kurze Zeit später wieder zurück nach Toledo, Ohio. 1925 lernte Layne den Fiddler Clayton McMichen kennen. Durch ihn wurde er schnell Teil der lebendigen Musikszene die um Atlanta, Georgia, herum in den 1920er- und 1930er-Jahren ihre Höhepunkte hatte. Mit McMichen, der mit Laynes Schwägerin verheiratet war, formierte er sich zusammen mit dem Gitarristen Slim Bryant und Riley Puckett zum McMichen-Layne String Orchestra, die Titel wie Little Blue Ridge Girl und The Dying Hobo aufnahmen.
Ab 1926 wurde Layne Mitglied der Skillet Lickers, der wohl populärsten Old-Time-Gruppe der 1920er-Jahre. Mit Bandleiter Gid Tanner und McMichen kreierte Layne den „wilden, rauen“ Klang der Georgia-Stringbands und war damit auch wesentlich an dem Erfolg der Skillet Lickers beteiligt. Den Rest des Jahrzehnts verbrachte Layne vor allem mit Plattenaufnahmen und Tourneen der Skillet Lickers. Auf einer dieser Tourneen wurde der Fiddler und guter Freund Laynes Lowe Stokes angeschossen und man musste seine Hand amputieren. Layne, der zu der Zeit als Mechaniker arbeitete, konstruierte eine Prothese, die es Stokes erlaubte, wieder Fiddle spielen zu lernen. 1930 war Layne zusammen mit Stokes und Musikern wie Hoke Rice, Claude Davis und Clayton McMichen bei Brunswick Records unter Vertrag, wo er mit dieser Gruppe unter verschiedenen Namen mehr als ein Dutzend Songs einspielte, die teilweise vom Jazz beeinflusst waren. Laynes letzte Aufnahmen machte er 1931 mit Johnny Barfield und Slim Bryant für Champion Records.
Layne war nach dem Ende der Skillet Lickers 1931 häufig Mitglied in den Bands McMichens und tourte mit ihm. 1933 spielten die beiden zusammen in Chicago auf der Weltausstellung und bekamen im selben Jahr Engagements im WLS National Barn Dance. Zudem war Layne ein begabter Songschreiber, denn Hits wie My Carolina Home, Down on the Old Ozark Trail und On the Banks of the Ohio stammten ganz oder teilweise aus seiner Feder. Nachdem McMichen nach Cleveland gezogen war, gründete Layne seine eigene Band, Bert Layne’s Mountaineer Fiddlers, mit denen er bei WSB, WGST und WLW in Cincinnati auftrat. Die Gruppe bestand aus Pop Eckler, Rolin Gaines, Rod McQueen, Arnal Stanley und Johnny Barefield. Die Gruppe wurde schnell in Ohio bekannt und schaffte es, Mitglied im Brown County Jamboree zu werden.
In seinen späteren Jahren ließ Layne sich in Covington, Kentucky, nieder, blieb seiner Leidenschaft zur Musik aber treu. Mit 80 Jahren organisierte er in Arkansas eine Reunion der alten Musiker aus Atlanta, mit denen er in den 1920er-Jahren gespielt hatte. Seine letzten Jahre verbrachte er bei seiner Nichte Juanita McMichen Lynch in Louisville, Kentucky, wo er 1982 starb. Layne wurde wegen seiner Verdienste um die Old-Time und Country-Musik in die Atlanta Country Music Hall of Fame aufgenommen.

## Diskografie
| Jahr                    | Titel                                                                                    | #         | Anmerkungen            |
| ----------------------- | ---------------------------------------------------------------------------------------- | --------- | ---------------------- |
| Brunswick Records       |                                                                                          |           |                        |
| 1930 (?)                | Sparklets Waltz / Night of Gladness Waltz                                                | 502       | als Lane’s Melody Boys |
| 1930 (?)                | Give Me Your Heart / I Ain’t Got No Sweetheart                                           | 582       | als Lane’s Melody Boys |
| Unveröffentlichte Titel |                                                                                          |           |                        |
| 1930                    | - Night of Gladness Waltz (alt. Version) - Sailing on the Robert E. Lee - Caroline Train | Brunswick |                        |